# Get the Message
Singles de Electronic
Getting Away with It
(1989) Feel Every Beat
(1991)
Get the Message est le deuxième single du groupe britannique Electronic, sorti en 1991.

## Liste des titres
Virgin Schallplatten GmbH - 663 849-211
1. Get the Message (7") (4:08)
2. Get the Message (12") (5:19)
3. Free Will (7") (2:45)
4. Free Will (12") (5:48)
5. Get the Message (DNA 12" groove mix) (5:28)
6. Get the Message (DNA 12" sin mix) (5:23)